# Asplenium elliottii
Asplenium elliottii är en svartbräkenväxtart som beskrevs av Charles Henry Wright. Asplenium elliottii ingår i släktet Asplenium och familjen Aspleniaceae. Inga underarter finns listade.